# Yuma
För andra betydelser, se Yuma (olika betydelser).

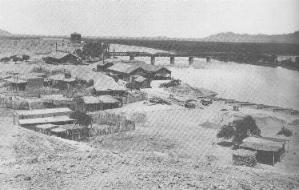
Yuma 1886.

Yuma är en stad (city) i Yuma County i sydvästra Arizona, USA. Staden är administrativ huvudort (county seat) i Yuma County. Yuma har över 4000 soltimmar om året vilket är mer än någon annan stad i världen. 
Utanför staden finns Marine Corps Air Station Yuma.